# Hafez
Hafez (còn gọi là Hafiz, tên đầy đủ: Khwajeh Shams od-Din Muhammad Hafez-e Shirazi) (tiếng Ba Tư: خواجه شمسالدین محمد حافظ شیرازی, khoảng 1321 – 1390) là một nhà thơ lớn của Ba Tư trung cổ, với những tác phẩm sưu tầm được nhiều người Iran xem là đỉnh cao của Văn học Ba Tư. Các tác phẩm của ông thường được tìm thấy trong gia đình của nhiều người trong thế giới Ả Rập, và họ học thuộc lòng các bài thơ này và vẫn sử dụng chúng dưới dạng các tục ngữ và câu nói. Cuộc đời và những bài thơ của Hafez đã trở thành chủ đề của nhiều phân tích, bình luận và diễn giải, và có ảnh hưởng đến văn học Ba Tư sau thế kỷ 14 hơn bất kỳ tác giả nào khác.

## Tiểu sử

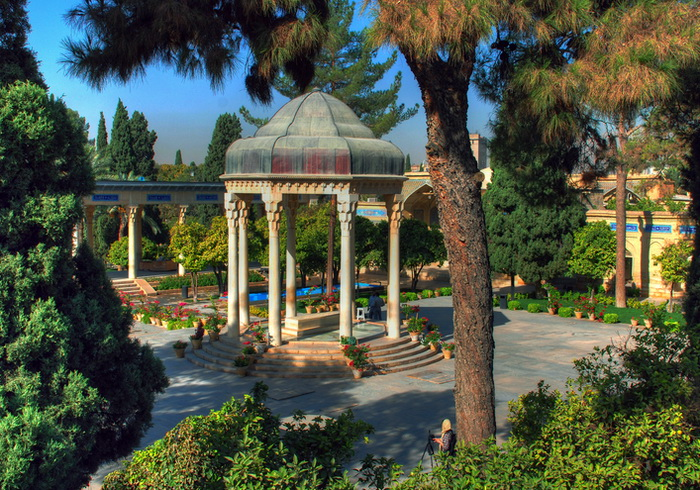
Lăng mộ Hafez

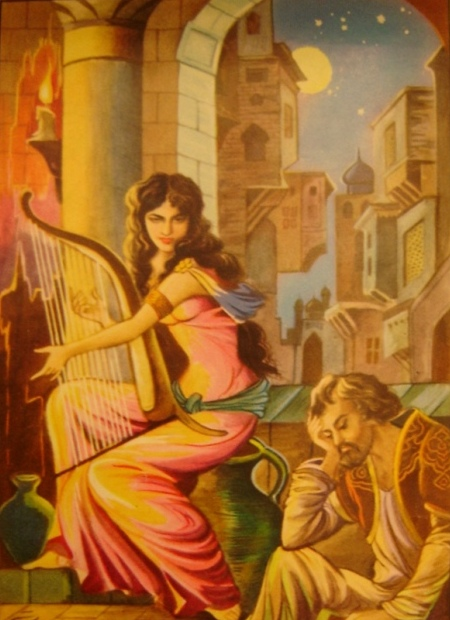
Divan của Hafez

Hafez sinh ở Shiraz, miền nam Ba Tư. Bố là một người chuyên mua bán than và chết khi Hafez còn nhỏ. Tuy vậy Hafez là người rất thuộc Kinh Koran, tương truyền từ nhỏ Hafez đã thuộc lòng Koran nên mới được gọi là Hafez. Ngoài ra, từ nhỏ Hafez đã thuộc nhiều tác phẩm của Rumi, Saadi, Attar, Nezami, được học hành đến nơi đến chốn ở trường dòng (madrassah).
Năm 21 tuổi Hafez trở thành học trò của Attar ở Shiraz. Sau đó trở thành nhà thơ và người đọc Koran trong triều vua Abu Ishak ở thủ đô Esfahan. Năm 1333 Mubariz Muzaffar chiếm Shiraz thì Hafez làm thơ chống đối thay vì thơ lãng mạn. Sau đó Mabariz Muzaffar bị con trai là Shah Shuja giành ngôi và cho vào tù, Hafez lại trở thành nhà thơ của triều đình nhưng sau đấy ông từ chối vì cảm thấy nguy hiểm. Năm 52 tuổi, ông trở lại Shiraz. Tương truyền năm ông tròn 60 tuổi, ông cùng với bạn bè tổ chức lễ cầu siêu trong 40 ngày và ông được gặp lại linh hồn của Attar như 40 năm trước đó.
Hafez là tác giả của hàng trăm bài ghazal nổi tiếng thế giới. Thơ của ông về tình yêu, về rượu, về vẻ đẹp của thiên nhiên, về hoa hồng và chim họa mi. Ông mất năm 69 tuổi ở Shiraz. Người đời sau tập hợp thơ của ông thành tập Divan nổi tiếng.